# Цилиндрические змеи
Цилиндрические змеи (лат. Cylindrophis) — род змей, выделяемый в монотипическое семейство Cylindrophiidae.

## Описание
Общая длина представителей этого рода колеблется от 30 до 55 см. Голова небольшая с крупными вертикальными щитками, не отделена от туловища шейным перехватом. Зубы умеренной длины в количестве 10—12 штук, присутствуют только на верхней челюсти. На межчелюстной кости зубы отсутствуют. Глаза очень маленькие, но хорошо развиты и не прикрыты щитком. Зрачки круглые или вертикальные. Ноздри соединены швом за ростральным щитком. Туловище имеет цилиндрическую форму. Спинная чешуя гладкая, располагается 19—23 рядов. Хвост короткий и тупой.
Окраска тёмных цветов со светлыми кольцами на туловище и хвосте.

## Образ жизни
Населяют тропические леса, кустарниковые заросли. Значительную часть жизни проводят под землёй. Активны ночью, питаются земноводными, беспозвоночными, мелкими змеями.

## Размножение
Это яйцеживородящие змеи. Самки рожают до 15 детёнышей.

## Распространение
Обитают в Южной, Юго-Восточной и Восточной Азии.

## Классификация
По данным сайта The Reptile Database, на август 2020 года в род включают 14 видов:
- Cylindrophis aruensis Boulenger, 1920
- Cylindrophis boulengeri Roux, 1911
- Cylindrophis burmanus Smith, 1943
- Cylindrophis engkariensis Stuebing, 1994
- Cylindrophis isolepis Boulenger, 1896
- Cylindrophis jodiae Amarasinghe et al., 2015
- Cylindrophis lineatus Blanford, 1881 — Линейчатая цилиндрическая змея
- Cylindrophis maculatus (Linnaeus, 1758) — Пятнистая цилиндрическая змея
- Cylindrophis melanotus Wagler, 1830
- Cylindrophis opisthorhodus Boulenger, 1897
- Cylindrophis osheai Kieckbusch et al., 2018
- Cylindrophis ruffus (Laurenti, 1768) — Красная цилиндрическая змея
- Cylindrophis subocularis Kieckbusch et al., 2016
- Cylindrophis yamdena Smith & Sidik, 1998

В сентябре 2020 года был описан 15-й вид — Cylindrophis slowinskii Bernstein et al., 2020.